# Guiné Equatorial nos Jogos Olímpicos de Verão de 2008
A Guiné Equatorial competiu nos Jogos Olímpicos de 2008, em Pequim, que decorreu do dia 8 ao dia 24 de Agosto de 2008. A participação do país em Londres marcou a sua sétima participação nos Jogos Olímpicos desde a sua estreia nos Jogos Olímpicos de 1984. A delegação incluiu os atletas Reginaldo Ndong, Emilia Mikue Ondo e José Mba Nchama. Ndong e Mikue Ondo qualificaram-se para os jogos através de um convite e Mba Nchama qualificou-se graças à sua prestação no Campeonato Africano de Judo de 2007. Mikue Ondo foi escolhida como a atleta que carregaria a bandeira nacional, tanto na cerimónia de abertura como na de encerramento. Ndong e Mikue Onde não progrediram na competição para além da primeira ronda nas respectivas modalidades e Mba Nchama foi eliminado na segunda ronda da sua modalidade.

## Antecedentes
Entre os Jogos Olímpicos de 1984, em Los Angeles, e os Jogos Olímpicos de 2008 em Pequim, a Guiné Equatorial já havia participado por sete vezes. O maior número de atletas em representação da Guiné Equatorial numa única edição foi durante os Jogos Olímpicos de 1992. Nenhum atleta conseguiu ganhar, em edição alguma, uma medalha olímpica. A Guiné Equatorial participou nos Jogos Olímpicos de Pequim entre os dias 8 e 24 de Agosto de 2008, e os três atletas escolhidos para representarem o país nesta edição foi Reginaldo Ndong, na prova de 100 metros masculinos, Emilia Mikue na prova de 800 metros femininos, e José Mba Nchama, na prova de judo (81 kg) masculino. O nadador de curtas distâncias Eric Moussambani não conseguiu competir nos jogos pois foi declarado que estaria a desempenhar funções de treinador. Mikue Onde foi a atleta seleccionada para carregar a bandeira do país, tanto na cerimónia de abertura como na de encerramento.

## Atletismo

### Qualificação
O Comité Olímpico Nacional (CON) da Guiné Equatorial seleccionou dois atletas para competir através de convites. Normalmente, um NOC é capaz de declarar até três atletas convidados em cada evento individual, desde que cada atleta seja classificado com uma nota "A", ou um atleta por evento se este estiver classificado com uma nota "B". Contudo, a Guiné Equatorial não tinha qualquer atleta que conseguisse obter sequer a nota "B", e assim foi permitido ao país que levasse dois atletas, um de cada género, para o evento.

### Eventos

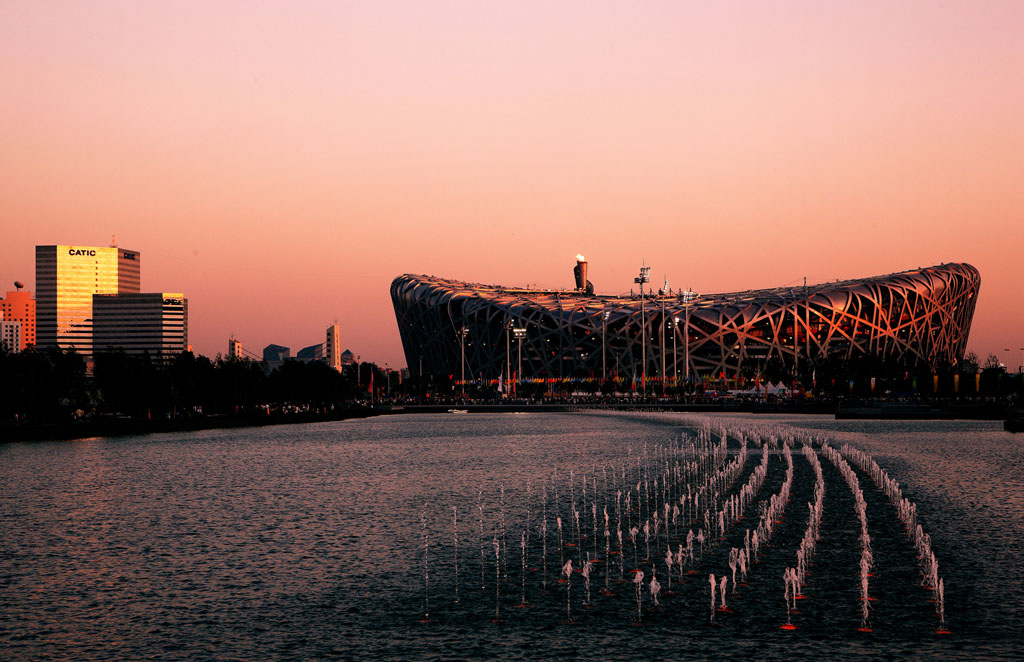
Estádio Nacional de Pequim, onde Ndong e Mikue Ondo competiram nas modalidades de atletismo.

Com a idade de 21 anos, Reginaldo Ndong foi o mais jovem atleta a representar a Guiné Equatorial nos Jogos Olímpicos de 2008, em Pequim. Ele nunca havia participado numa edição dos Jogos Olímpicos. Ndong qualificou-se para o evento através de um convite, dado que a sua prestação atlética mais rápida durante o período de qualificação havia sido 11.53 segundos, uma marca estabelecida nos Jogos Pan-Africanos de 2007, sendo 1.25 segundos mais lento que o atleta mais lento com nota "B" qualificado para os 100 metros masculinos. Ele ficou na sétima linha, no dia 15 de Agosto, tendo acabado a prova em 8º lugar (em último), com um tempo de 11.61 segundos. Ndong ficou atrás de Jesse Tamangrow de Palau (11.38 segundos), numa corrida liderada pelo português Francis Obikwelu (10.25 segundos). Em termos gerais, ele ficou em 79º de um total de 80 atletas e não conseguiu progredir para as semi-finais, pois era 1.15 segundos mais lento que os três participantes que conseguiram prosseguir para a fase seguinte.
Competindo pela segunda vez num evento deste tipo, Emilia Mikue Ondo foi a única atleta feminina a representar a Guiné Equatorial nesta edição dos jogos e tinha 23 anos na altura do evento. Ela qualificou-se para os Jogos Olímpicos através de um convite, dado que a sua prestação atlética mais rápida durante o período de qualificação havia sido dois minutos e 15.72 segundos, registados durante o Campeonato Mundial de Atletismo de 2007, sendo 14.42 segundos mais lenta que o atleta mais lento de nota "B" a qualificar-se para a prova de 800 metros femininos. Mikue Ondo competiu na pista no dia 25 de Agosto, acabando em sexto e último lugar, com um tempo de dois minutos e 20.69 segundos. Ela ficou atrás de Neisha Bernard-Thomas de Granada (dois minutos e 0.67 segundos), numa corrida que foi vencida pela moçambicana Maria Mutola (um minuto e 58.91 segundos). Mikue Ondo terminou em 39º de um total de 40 atletas, e não conseguiu avançar ara as semi-finais sendo que era 12.84 segundos mais lenta que o atleta mais lento a conseguiu qualificar-se para as meias.
Homens
| Atleta          | Evento | Eliminatória | Eliminatória | 1/4 de final | 1/4 de final | Semi-final  | Semi-final  | Final       | Final       |
| Atleta          | Evento | Tempo        | Posição      | Tempo        | Posição      | Tempo       | Posição     | Tempo       | Posição     |
| --------------- | ------ | ------------ | ------------ | ------------ | ------------ | ----------- | ----------- | ----------- | ----------- |
| Reginaldo Ndong | 100 m  | 11.61        | 8            | Não avançou  | Não avançou  | Não avançou | Não avançou | Não avançou | Não avançou |

Mulheres
| Atleta            | Evento | Eliminatória | Eliminatória | Semi-final  | Semi-final  | Final       | Final       |
| Atleta            | Evento | Tempo        | Posição      | Tempo       | Posição     | Tempo       | Posição     |
| ----------------- | ------ | ------------ | ------------ | ----------- | ----------- | ----------- | ----------- |
| Emilia Mikue Ondo | 800 m  | 2:20.69      | 6            | Não avançou | Não avançou | Não avançou | Não avançou |

## Judo

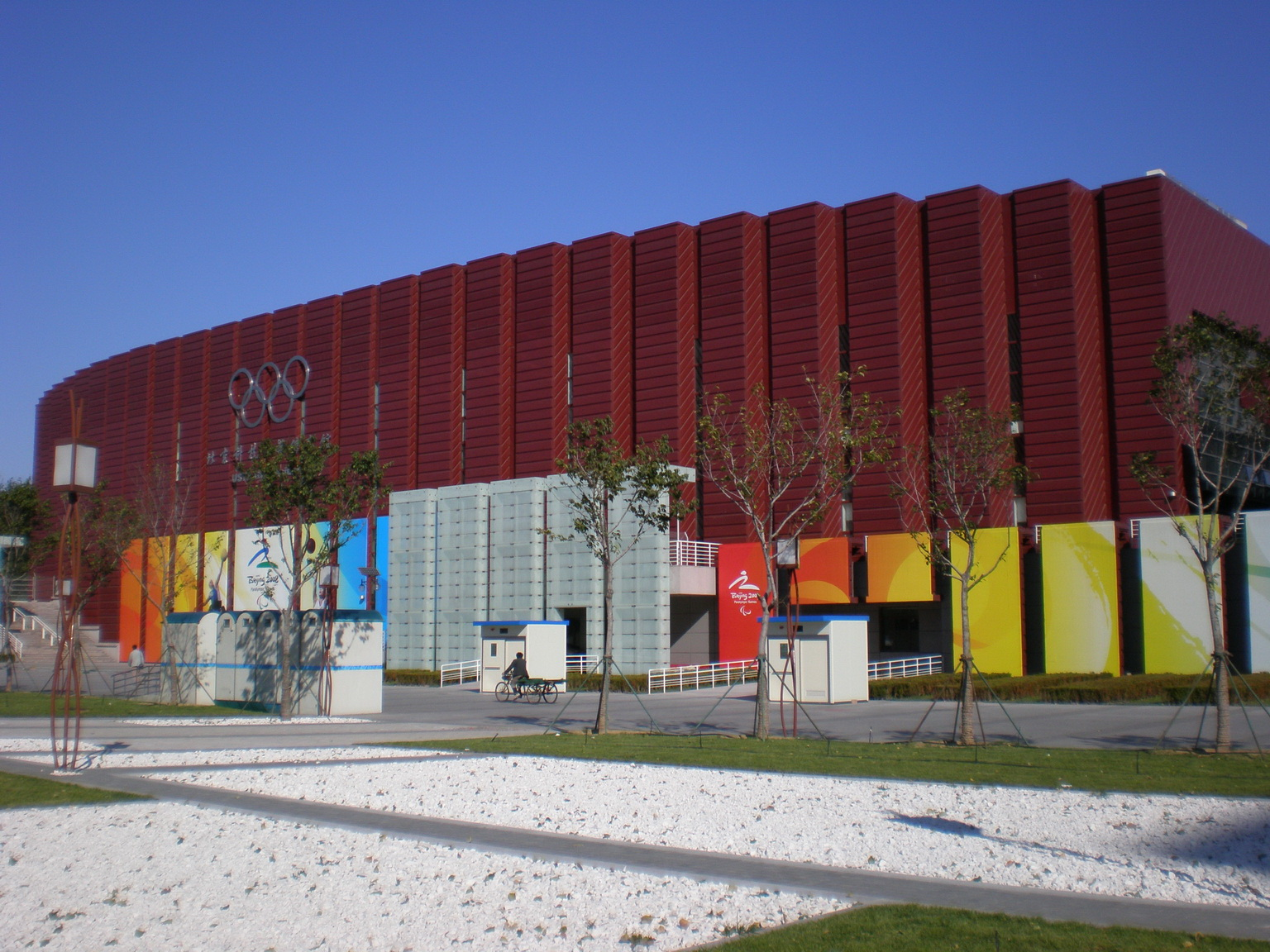
O Ginásio da Universidade de Ciência e Tecnologia de Pequim, onde Mba Nchama competiu no judo.

José Mba Nchama representou a Guiné Equatorial no judo. Na altura do evento, ele tinha 42 anos de idade e era a pessoa mais velha a representar o seu país nos Jogos Olímpicos de 2008. Mba Nchama conseguiu qualificar-se para a prova de judo (81 kg) masculino graças à sua prestação no Campeonato Africano de Judo de 2007. Para se preparar, ele passou algum tempo a treinar com a equipa de judo espanhola. Mba Nchama passou automaticamente para os 16 avos de final, antes de perder contra Srđan Mrvaljević de Montenegro, e assim ficou marcado o fim da sua participação no evento. Depois da sua prova, ele disse que apesar de que preferia ter continuado na prova, ele não excluía de todo a hipótese de participar nos Jogos Olímpicos de 2012 em Londres, "O trabalho, o resultado e o espírito dos Jogos de Beijing foram incríveis, sem igual, do primeiro ao último detalhe, embora eu gostasse de ter continuado."
| Atleta          | Evento | Pré-eliminatória       | 1/16 de final              | 1/8 de final           | 1/4 de final           | Semi-final             | Final                  |
| Atleta          | Evento | Adversário e resultado | Adversário e resultado     | Adversário e resultado | Adversário e resultado | Adversário e resultado | Adversário e resultado |
| --------------- | ------ | ---------------------- | -------------------------- | ---------------------- | ---------------------- | ---------------------- | ---------------------- |
| José Mba Nchama | −81 kg | —                      | MNE Mrvaljević L 0000–1011 | Não avançou            | Não avançou            | Não avançou            | Não avançou            |